# 蓮沼海浜公園
蓮沼海浜公園（はすぬまかいひんこうえん）は、千葉県山武市蓮沼にある県立の都市公園（レクリエーション都市）である。海浜公園とレジャー施設が整備され、ウォーターガーデン、ガーデンハウスマリーノ（宿泊施設）、展望台、スポーツ施設などで構成されている。

## 概要
以下を総合して「九十九里蓮沼リゾート」として整備されている。
蓮沼ウォーターガーデン
夏季に営業しているプール。チューブスライダーが渓流くだり、造波プールがうみ、また石をプール内に配置し渓流や早瀬、沢と名付けられるなど、自然をモチーフにした名前のプールが特徴である。
1時間ごとに定時休憩を設けており、設備機器点検などが行われる。定時休憩終了直前には「ラジオ体操第1（3代目）」が流れる。2024年までの累計利用者数は約870万人。2025年に開園50周年を迎えた。
こどものひろば
ゴーカート、ミニトレイン、展望塔などを備えた子供向け遊園地。
スポーツ施設
テニスコート、野球場、サッカー場、パークゴルフ場、グラウンドゴルフ場、体育館を備える。
蓮沼ガーデンハウス マリーノ
リゾートホテル。本館、ログハウス、コテージという3タイプの客室がある。
イタリアンレストラン オリゾンテ
蓮沼ガーデンハウス マリーノ内1階に所在するレストラン。

## 歴史
- 1971年（昭和46年）12月28日 - 都市計画決定[1]。
- 1975年（昭和50年）7月1日 - 開設[5]。
- 2021年（令和3年）7月1日 - 2020年東京オリンピック聖火リレーのセレブレーションが、第2駐車場において無観客で開催[6][7]。

## アクセス
- 自動車
  - 首都圏中央連絡自動車道「松尾横芝インターチェンジ」から芝山はにわ道、12キロメートル。
- 公共交通機関
  - 成田国際空港「空港第2旅客ターミナル」または「JR松尾駅南」（JR総武本線）から空港シャトルバス「横芝屋形海岸」行き乗車、「蓮沼海浜公園第1駐車場前」下車。
  - 「成東駅」（JR総武本線）または「松尾駅」から山武市基幹バス蓮沼海浜公園」行き、終点下車。